# Elaine Abissamra
Elaine Aparecida Belloni Abissamra (São Caetano do Sul, 08 de janeiro de 1956) é uma médica e política brasileira, que exerceu mandato de deputada federal pelo PSB-SP entre 2011 e 2015, cuja posse se deu em 01 de agosto de 2011, assumindo a vaga de Abelardo Camarinha, que se afastou por motivos de saúde.

## Carreira política
Em 2011, após a recusa de Marcelinho Carioca em assumir o cargo de deputado federal pelo afastamento temporário do então deputado eleito Abelardo Camarinha, e ceder a vaga para Elaine, foi especulado pela oposição que Jorge Abissamra, esposo de Elaine, poderia ter negociado o cargo com o ex-jogador de futebol. Embora tenha havido manifestações de interessados em investigar o caso, nenhuma ação foi aberta para averiguação.
Em 2016, Elaine anunciou sua candidatura à prefeitura de Ferraz de Vasconcelos. Durante a sua campanha para as eleições municipais, seu esposo se tornou réu em processo de improbidade administrativa. No mesmo dia do ocorrido, foram descobertos áudios em que ambos conversavam sobre compra de votos para a candidatura dela e uma promotora pediu o cancelamento de sua candidatura.
Nas eleições de 2020, ela tentou novamente a vaga de Prefeita da cidade, e novamente não foi eleita.

## Vida pessoal
Elaine é casada com o também médico e político brasileiro Jorge Abissamra, com quem tem dois filhos: Jorge Abissamra Filho e Victor Tannios Abissamra.